# Гутина, Нелли
Нелли Гутина (род. 1946, Львов) — израильская публицистка, пишущая на русском языке.

В 1960-е гг. участвовала в сионистском движении в Киеве. После репатриации в Израиль опубликовала документальный роман «Двойное дно» (1978) о преследовании евреев в СССР по сфальсифицированным экономическим преступлениям. Систематически публикует в журнале «22. Москва-Иерусалим» и других русских изданиях Израиля статьи по острым национально-политическим и культурным вопросам, вызывающие неоднозначную реакцию: так, по свидетельству Нины Воронель, 
«журналистка Нелли Гутина чуть не подверглась линчеванию, открыто назвав заезд 90-х „колбасной алиёй“».
Наряду с целым рядом статей, отстаивающих необходимость удержания Израилем и его гражданами сионистской идеологии, Гутина выступила и с резким текстом против попыток пересмотра оценок Второй мировой войны и приравнивания советского строя к нацистскому режиму.
Живёт в Тель-Авиве.

## Публикации
- Иерусалимский синдром
- Краткая история «нового антисемитизма»
- Накба: продукт реваншизма и ревизии итогов Второй мировой войны